# مارلين هاكر
مارلين هاكر (بالإنجليزية: Marilyn Hacker)‏ هي كاتِبة ومترجمة وصحفية وشاعرة أمريكية، ولدت في 27 نوفمبر 1942 في نيويورك في الولايات المتحدة.
في سنة 2011 تم تكريمه بجائزة الأركانة العالمية<

## وصلات خارجية
- مارلين هاكر على موقع إن إن دي بي (الإنجليزية)